# Wolf (Fluss)
Die Wolf, auch Wolfach, ist ein rechter Nebenfluss der Kinzig im Schwarzwald.

## Geographie

### Verlauf
Die Wolf entspringt in über 950 m Höhe im Nordschwarzwald nahe der Alexanderschanze auf der waldreichen Buntsandsteinfläche des Kniebis. Sie fließt zunächst in südöstlicher Richtung bis nach Bad Rippoldsau, das schon zum Mittleren Schwarzwald gerechnet wird, nimmt dann bis Oberwolfach eine südwestliche Richtung, um schließlich die letzten der insgesamt 31 km ihres Laufes südwärts bis zur Mündung in die Kinzig in der Stadt Wolfach zurückzulegen.

### Einzugsgebiet
Die Wolf entwässert ein zentral im Schwarzwald gelegenes Gebiet von 127 km². Es reicht von der Quelle auf dem Kniebis im Norden bis zur etwa 20½ Kilometer entfernt gelegenen Mündung in Wolfach und hat annähernd die Form eines etwa 17½ Kilometer langen, südsüdwestlich verlaufenden Streifens von im Mittel 7½ Kilometern Breite.
Die begrenzende Wasserscheide erreicht auf den oberhalb von 840 m sich erstreckenden Plateaus im Norden ihre größten Höhen. Am höchsten Punkt, der Alexanderschanze (971 m) auf der Kniebis-Ebene, treffen sich die beiden zum Rhein entwässernden Nachbareinzugsgebiete der Wolf, das der nordwärts gerichteten Murg und das der nach Nordwesten fließenden Rench. Die übrigen Nachbareinzugsgebiete entwässern wie die Wolf zuvor in den südlichsten Laufabschnitt der Kinzig. Die beiden größten hiervon sind das Gebiet der Kleinen Kinzig im Osten und das des Harmersbaches im Westen. Zwei auffallende Erhebungen im Verlauf der Wasserscheide liegen im südlichen, niedrigeren Teil des Einzugsgebietes: Im Osten berühren sich am Staufenkopf (853 m) die Nachbargebiete des Sulzbächles und des weiter südwestlich fließenden Langenbachs. Im Westen markiert der beherrschende Brandenkopf (946 m) die wenig östlich davon gelegene Stelle, ab der das südwestliche Nachbargebiet des Einbachs nach Norden hin vom Gebiet des Harmersbachs abgelöst wird. Weiter nördlich quert die Wasserscheide die Lettstädter Höhe, in deren Umgebung der Entwässerungsbereich der Wolf besonders stark von eiszeitlichen Gletschern geprägt worden ist (Kare des Glaswaldsees und des Absbachfalles).

### Landschaft und Natur
Das Tal ist in seinen nach Osten abfallenden Oberhängen von zahlreichen Karen geprägt, die in den letzten Eiszeiten von kleinen Gletschern geformt wurden. Ihre Seen, Moore und Wasserfälle ziehen viele Touristen in das Wolftal. Die unteren Hänge sind stark zertalt und zeigen deshalb kleingliedrigen Wechsel von Grünland und Waldflächen, die überwiegend im Besitz der bäuerlichen Hofgüter sind. Die Siedlungen reihen sich entlang der meist schmalen Talsohlen auf. Ihre Gründung verdankt sich großenteils dem Bergbau und der Holznutzung. Die beiden zentralen Orte sind Bad Rippoldsau, der älteste touristisch geprägte Ort an der Wolf, und Wolfach, die ehemalige Kreisstadt.

## Geschichte

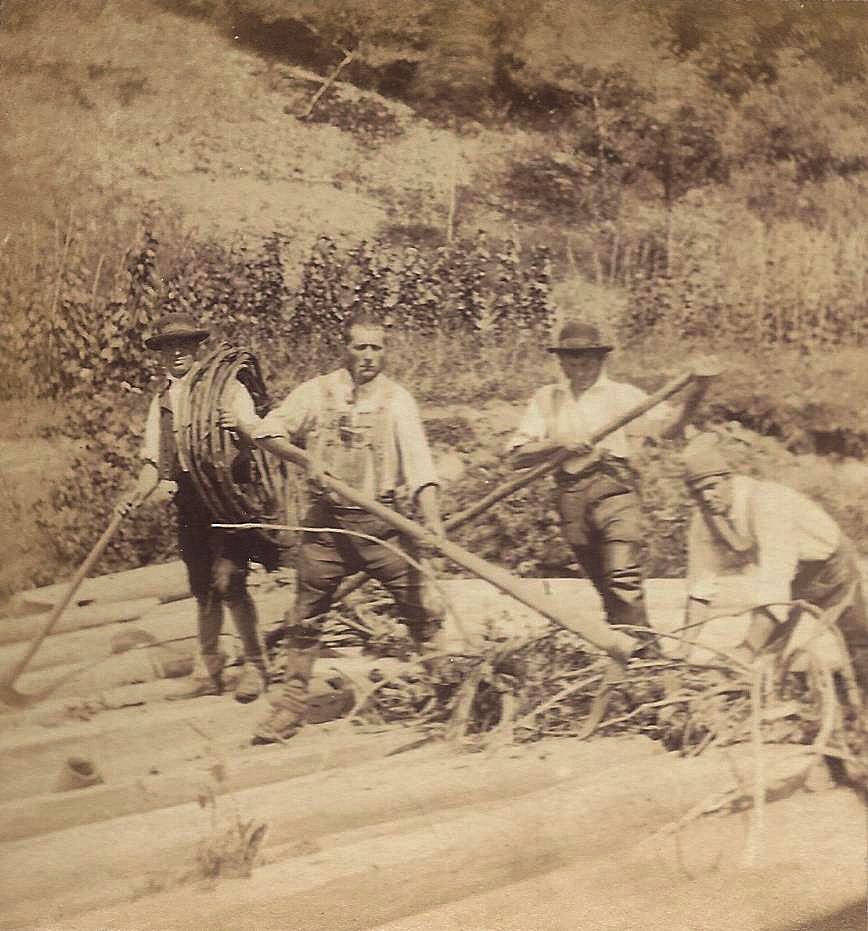
Ludovico Wolfgang Hart: Flößer bei der Schwallung auf der Wolf 1864

Es gibt aus vergangenen Jahrhunderten zahlreiche Berichte über verheerende Hochwasser und Eisgänge an der Wolf. Bei Starkregen oder zur Schneeschmelze kann der normalerweise ruhig dahinfließende Fluss schnell sehr reißend werden, weil im Einzugsgebiet die Hänge starkes Gefälle haben. Das große Hochwasser vom 2. Juni 1887 zerstörte sämtliche Einrichtungen zur Holzflößerei im Wolftal. Dies bedeutete das Ende der Epoche des Flößereiwesens in dieser Gegend.

## Statistik
Am Pegel Oberwolfach führte die Wolf in den Jahren 1980 bis 2003 im Mittel 4,23 m³/s Wasser bei einem Pegelstand von 0,33 m. Die Wolf ist damit vor Gutach und Schutter der wasserreichste Nebenfluss der Kinzig.

## Zuflüsse
der Wolf von der Quelle bis zur Mündung. Längen, Einzugsgebiete und Höhen nach Daten- und Kartendienst der Landesanstalt für Umwelt Baden-Württemberg (LUBW) (Hinweise). Andere Quellen sind vermerkt.
Ursprung der Wolf auf der Gemarkung des Teilorts Bad Rippoldsau von Bad Rippoldsau-Schapbach im Landkreis Freudenstadt am Nordrand im Gewann Schanz etwas südlich der Alexanderschanze auf dem Abfall der Kniebishöhe nach Süden.
- (Bach aus dem Wolf), von rechts und Norden auf unter 790 m ü. NHN,[7] 1,2 km und ca. 0,5 km².[8] Der Hauptast selbst hat hier schon eine Länge von 1,9 km  und ein Einzugsgebiet von ca. 1,0 km².[8]
- (Bach durchs Wüsten Gründle), von rechts und Westen, 0,7 km und ca. 0,3 km².[8]
- (Bach aus dem Teufelsries), von rechts und Westen auf 726,4 m ü. NN,[7] 1,0 km und ca. 0,8 km².[8]
- Eichelbach, von links und Nordwesten auf unter 650 m ü. NHN gegenüber dem Steinbruch am Bühlberg, 2,4 km und 2,2 km².
- Kammersbach, von rechts und Westen auf unter 630 m ü. NHN im Zinken Wolf, 1,6 km und ca. 1,0 km².[8]
- Absbach, von rechts und Südwesten im Zinken Holzwald auf unter 600 m ü. NHN, 3,4 km und 4,8 km². Mit Absbach-Wasserfällen, siehe Liste der Wasserfälle in Deutschland.
- Rimbach, von links und Norden auf unter 590 m ü. NHN gleich nach dem Steg in Holzwald, 2,7 km und 2,7 km².
- Sommersbach, von rechts und Westen auf unter 560 m ü. NHN gegenüber dem Wohnplatz Beim Bad, 1,1 km und ca. 0,6 km².[8]
- Althausbächle, von rechts und Südwesten auf unter 550 m ü. NHN an der Siedlung Althaus nördlich des Bärleichkopfes, 0,9 km und ca. 0,7 km².[8]
- Reichenbach (mit rechtem Oberlauf Kastelbach), von links und Nordosten auf unter 530 m ü. NHN beim Steg im Zinken Klösterle, 4,2 km und 7,1 km².
- Burgbach, von links und Osten auf unter 490 m ü. NHN gegenüber dem Wohnplatz Vor Burgbach in Bad Rippoldsau-Schapbach, 1,0 km und ca. 2,0 km².[8] Mit dem Burgbachwasserfall.
- Dollenbach, von rechts und Nordwesten auf unter 470 m ü. NHN gegenüber dem Wohnplatz Vor Dollenbach, 4,0 km und ca. 3,1 km².[8]
- Seebach, von rechts und Nordwesten auf über 450 m ü. NHN gegenüber dem Wohnplatz Vor dem Seebach, der schon zum Teilort Schapbach gehört, zwischen Teuscheneck und Rossberg, 5,8 km und 7,6 km². Mit Glaswaldsee neben dem obersten Lauf, 3,0 ha.[9]
- (Bach durch den Rutschengrund), von links und Osten wenige Schritte nach dem vorigen, 0,9 km und ca. 0,4 km².[8]
Danach tritt der Wolf in die Gemarkung Schapbach von Bad Rippoldsau-Schapbach ein.
- Settigbächle, von rechts und Westen auf etwa 450 m ü. NHN, 1,7 km und ca. 0,8 km².[8]
- Bach durch den Keßlersgrund, von rechts und Nordwesten auf etwa 430 m ü. NHN gegenüber dem Börsigbauernhof, 2,1 km und ca. 1,2 km².[8]
- Schürlebächle, von links und Osten beim Börsigbauernhof fast gegenüber dem vorigen, 1,0 km und ca. 0,6 km².[8]
- Salzbrunnenbächle, von rechts und Nordwesten auf unter 420 m ü. NHN im Gemeindeteil Obertal, 1,2 km und ca. 1,1 km².[8]
- Sulzbächle, von links und Südosten auf wenig über 400 m ü. NHN durchs Dorf Schapbach, 2,4 km und ca. 1,9 km².[8]
- Wildschapbach, von rechts und Nordwesten auf über 380 m ü. NHN unterhalb der Ruine Romburg im Zinken Vor der Wildschapbach, 7,0 km und 14,0 km².[10]
- Holdersbach, von links und Südosten auf wenig über 370 m ü. NHN gegenüber dem Friedhof, 3,0 km und ca. 3,7 km².[8]
Danach tritt die Wolf in die Gemeinde Oberwolfach im Ortenaukreis ein.
- Tiefenbach, von links und Südosten auf über 360 m ü. NHN an der Brücke hinüber zum Künstlesbauernhof von Bad Rippoldsau-Schapbach, 3,2 km und ca. 3,7 km².[8]
- Dohlenbach, von rechts und Nordwesten auf über 350 m ü. NHN beim Dohlenbacherhof, 2,7 km und ca. 2,7 km².[8]
- (Bach aus der Höllmatt), von links und Süden auf unter 350 m ü. NHN gegenüber dem Jochemshof, 0,9 km und ca. 0,5 km².[8]
- Sposchbach, von links und Süden auf unter 340 m ü. NHN gegenüber dem Zangershof, 1,2 km und ca. 0,6 km².[8]
- Battengottbächle, von rechts und Norden auf unter 330 m ü. NHN beim Fegershof, 2,0 km und ca. 1,5 km².[8]
- Belgetbächle, von links und Südosten auf über 320 m ü. NHN beim Hansenbauernhof, 1,2 km und ca. 0,6 km².[8]
- Rankach, von rechts und Norden auf unter 310 m ü. NHN im Dorf Walke gegenüber der Ruine Walkenstein, 6,9 km und 18,901 km².[10]
- Rauschenbach, von links und Südosten auf unter 300 m ü. NHN beim Schulershof, 1,0 km und ca. 0,9 km².[8]
- Gelbach, von rechts und Nordwesten auf unter 290 m ü. NHN beim Hartershof, 5,0 km und 7,2 km².
- Wüstenbach, von links und Osten auf über 280 m ü. NHN beim Schrannenbauernhof, 1,1 km und ca. 0,8 km².[8]
- Frohnbach oder Fronbach, von rechts und Nordwesten auf etwa 270 m ü. NHN in Oberwolfach, 2,6 km und ca. 2,7 km².[8]
- Burggraben, von links und Osten auf unter 270 m ü. NHN unterhalb an der Ruine Wolfach vorbei, 1,1 km und ca. 0,6 km².[8]
- Silberlöchle, von rechts im Untertal von Oberwolfach, 1,6 km und ca. 0,6 km².[8]

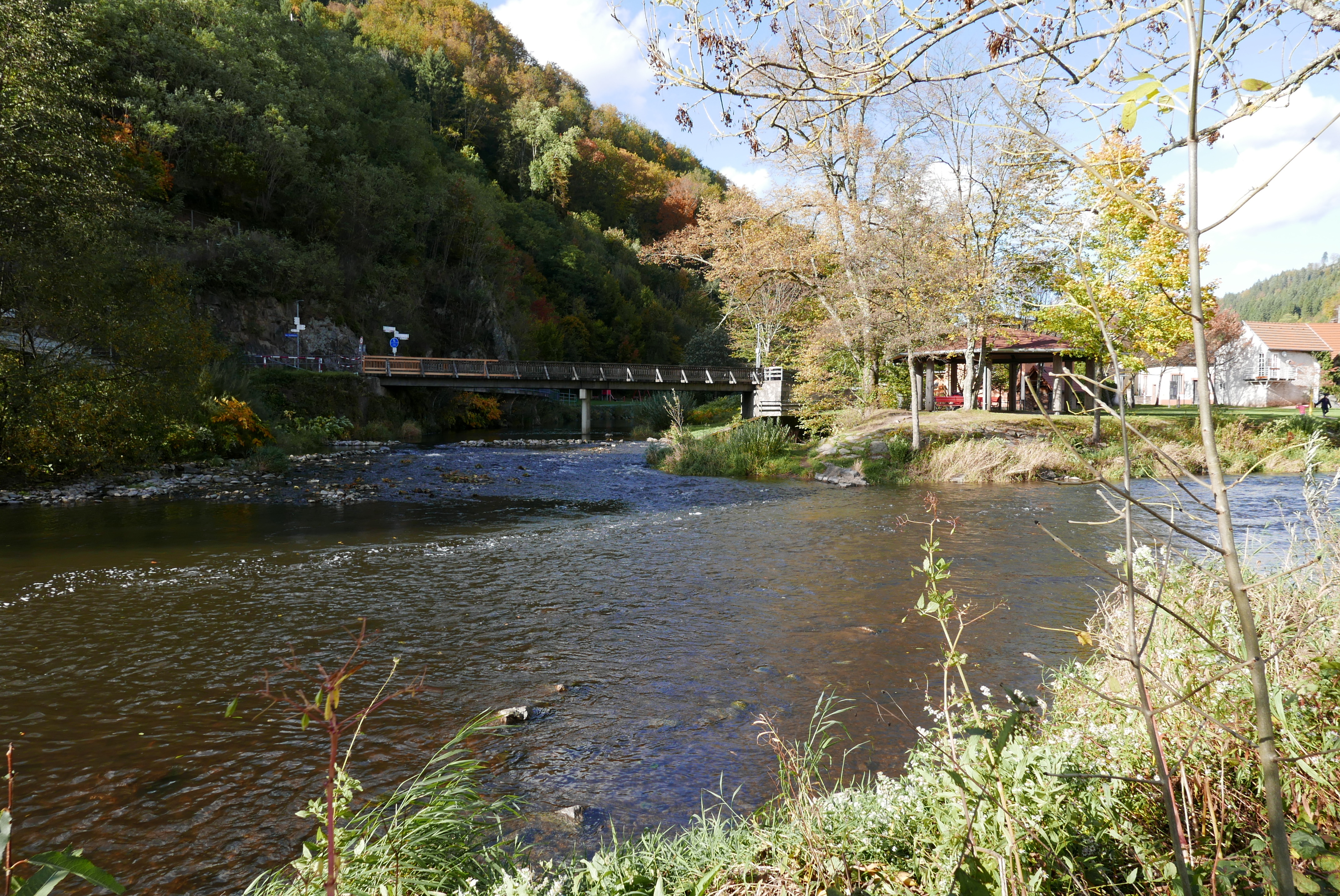
Mündung der Wolf in die Kinzig

Mündung der Wolf am westlichen Siedlungsrand von Wolfach im Ortenaukreis von rechts und Norden in die Kinzig. Die Wolf ist hier ab ihrer Quelle 30,8 km lang und hat ein Einzugsgebiet von 127,0 km² hinter sich.

## Orte am Fluss
von der Quelle bis zur Mündung. Nur die Siedlungsplätze jeweils größter Schachtelungstiefe liegen am Gewässer. Außer den genannten gibt es am Ober- und Mittellauf noch viele benannte Einzelhöfe.
- Landkreis Freudenstadt
  - Bad Rippoldsau-Schapbach (Gemeinde)
    - Bad Rippoldsau (Ortsteil)
      - Wolf (Zinken)
      - Holzwald (Zinken)
      - Beim Bad (Wohnplatz)
      - Althaus (Siedlung)
      - Grafenbach (Wohnplatz, links)
      - Bergle (Wohnplatz, rechts)
      - An der Talstraße (Wohnplatz, links)
      - Gaisbach (Wohnplatz, rechts)
      - Klösterle (Weiler)
      - Tös (Wohnplatz, links)
      - Vor Burgbach (Wohnplatz, rechts)
      - Vor Dollenbach (Wohnplatz, links)

    - Schapbach (Ortsteil)
      - Vor Seebach (Wohnplatz)
      - Unter Seebach (Wohnplatz)
      - Obertal ((Alt-)Gemeindeteil)
      - Schapbach (Dorf)
      - Vor Wildschapbach (Wohnplatz) mit Ruine Romburg auf dem Mündungssporn
      - Untertal ((Alt-)Gemeindeteil)
- Ortenaukreis
  - Oberwolfach (Gemeinde)
    - Zierle (Hof, rechts)
    - Walke (Dorf, überwiegend rechts)
    - Grünach (Siedlung, links)
    - Bei der Kirche (Dorf, rechts)

  - Wolfach (Stadt)
    - Wolfach (Stadtteil)
      - Ruine Wolfach (Spornlage, links)

  - Oberwolfach (Gemeinde)
    - Untertal (Wohnplatz, überwiegend rechts)

  - Wolfach (Stadt)
    - Wolfach (Stadtteil)
      - Stadt Wolfach (Zinken)